# Chuathbaluk (Alasca)
Chuathbaluk é uma cidade localizada no estado americano de Alasca, no Condado de Berrien.

## Demografia
Segundo o censo americano de 2000, a sua população era de 119 habitantes.
Em 2006, foi estimada uma população de 120, um aumento de 1 (0.8%).

## Geografia
De acordo com o United States Census Bureau, a localidade tem uma área de 13,9 km², dos quais 9,1 km² cobertos por terra e 4,8 km² cobertos por água.

## Localidades na vizinhança
O diagrama seguinte representa as localidades num raio de 72 km ao redor de Chuathbaluk.